# Szója alprefektúra

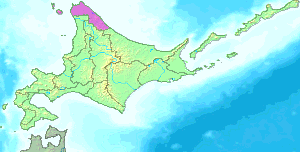

Szója (宗谷支庁, Szója sicsó) Hokkaidó sziget egyik alprefektúrája Japánban. Népessége 2004. július 31-én mintegy 77 500 volt, területe 4050,84 km².

## Földrajza

### Városai
- Vakkanai (az alprefektúra fővárosa)
- 2006. március 20-án Utanobori és Eszasi egyesült az utóbbi neve alatt.

### Körzetei
- Szója
  - Szarufucu
- Eszasi
  - Hamatonbecu
  - Nakatonbecu
  - Eszasi
- Tesio
  - Tojotomi
- Rebun
  - Rebun
- Risiri
  - Risiri
  - Risirifudzsi

## Története
1897-ben Szója, Eszasi, Risiri és Rebun kerületből létrehozták Szója alprefektúrát.
1948-ban Tojotomi falu (ma város) Rumoi alprefektúrától Szójához került.

## Külső hivatkozások
- (japánul) Hivatalos honlap